# Elisabeth Rögner-Seeck
Elisabeth Rögner-Seeck (geb. Rögner) (* 12. Januar 1904 in Berlin; † 25. Januar 1997 in Wolfenbüttel) war eine deutsche Malerin, Kinderbuchautorin und Kunsterzieherin.

## Leben

### Familie
Elisabeth Rögner-Seeck war verheiratet mit dem Maler Meinhard Seeck (* 25. September 1900 in Bielefeld; † 1. Mai 1973 in Reinbek); ihr gemeinsamer Sohn Friedemann Seeck wurde später ebenfalls Maler.
1941 wurde sie in Angermünde ansässig, flüchtete 1945 nach Thüringen und siedelte im Juli 1948 nach Reinbek über, seit 1987 lebte sie in Klein-Denkte.

### Werdegang
Von 1924 bis 1932 besuchte Elisabeth Rögner-Seeck die Königliche Kunstschule zu Berlin und erhielt hierbei Unterricht bei Bernhard Hasler, Philipp Franck und Georg Walter Rössner; später war sie als Studienassessorin im Schuldienst tätig. Nach ihrer Umsiedlung nach Reinbek war sie, gemeinsam mit ihrem Ehemann, an der Sachsenwaldschule Gymnasium Reinbek als Kunsterzieherin tätig. 

### Künstlerisches Wirken
Neben ihren Landschafts- und Historienbildern trat Elisabeth Rögner-Seeck besonders als Karikaturistin und Illustratorin hervor.

## Ausstellungen
Gemeinsam mit ihrem Bruder Wilhelm Rögner nahm Elisabeth Rögner-Seeck 1930 in Berlin an der Kunstblattausstellung Junge Künstler im Reckendorfhaus (siehe auch Verlag Hermann Reckendorf) sowie an einer Ausstellung der Berliner Secession teil. Später beteiligte sie sich auch auf Ausstellungen in Eberswalde, Erfurt und Freienwalde. 1934 und 1940 war sie in Berlin auf der Herbst- bzw. der Frühjahrsausstellung der Preußischen Akademie der Künste vertreten. Als Mitglied des Vereins Berliner Künstlerinnen beteiligte sie sich an dessen Ausstellungen in den Jahren 1941 bis 1943, 1954 bis 1959 sowie 1962 und 1963. 
Sie nahm auch von 1954 bis 1958, 1960 bis 1963, 1965 und 1976 an den Landesschauen Schleswig-Holsteinischer Künstler teil. Ihre Bilder und Zeichnungen wurden auf den Ausstellungen der Malerinnen und Bildhauerinnen Schleswig-Holsteins im Kieler Landeshaus 1959 und 1964 gezeigt.

## Mitgliedschaften
Elisabeth Rögner-Seeck war in der Zeit des Nationalsozialismus obligatorisch Mitglied der Reichskammer der bildenden Künste. Von 1941 bis 1963 gehörte sie dem Verein der Berliner Künstlerinnen an.
Sie war Mitglied der Kunstgemeinschaft Sachsenwald in Reinbek.

## Werke
Die Werke von Elisabeth Rögner-Seeck befinden sich im Schleswig-Holsteinischen Landesmuseum, Schloss Gottorf in Schleswig, im Altonaer Museum in Hamburg und im Kulturamt Kiel sowie im Kultusministerium in Kiel.

## Schriften (Auswahl)
- Heinz Grunow; Elisabeth Rögner-Seeck (Illustrationen): Wolfenbüttel für Kenner. Wolfenbüttel: Verkehrsverein Wolfenbüttel, 1974.
- Wolfenbütteler A.B.C. Wolfenbüttel Heckner 1982.
- Grössen des Stifts, des Steins, des Schwerts und der Krone. Wolfenbüttel Heckner 1989.
- Frauenfelder ABC. Wolfenbüttel Heckner 1989.